# La Courtine
La Courtine – miejscowość i gmina we Francji, w regionie Nowa Akwitania, w departamencie Creuse.
Według danych na rok 1990 gminę zamieszkiwało 1057 osób, a gęstość zaludnienia wynosiła 26 osób/km² (wśród 747 gmin Limousin La Courtine zajmuje 118. miejsce pod względem liczby ludności, natomiast pod względem powierzchni miejsce 74.).

## Bunt żołnierzy rosyjskich w 1917 r.
Na początku września 1917 roku w La Courtine stacjonowały oddziału francuskie i rosyjskie. Część tych ostatnich, owładnięta bolszewicką agitacją, odmówiła udziału w manewrach. Komitety wojskowe zażądały odesłania ich do Rosji. Po tym ultimatum francuskie oddziały otoczyły obóz. Dziewiątego września trzy tysiące żołnierzy francusko-rosyjskich (wiernych sojuszowi), postanowiło zaprowadzić porządek. Szesnastego września przeprowadzono szturm artyleryjski. Osiemnastego września obóz buntowników zajęły siły rojalistyczne. Straty wśród buntowników wyniosły 10 zabitych i 40 rannych. Większość ze zbuntowanych rosyjskich żołnierzy została skierowana do Afryki Północnej, w charakterze internowanych.

## Populacja

Populacja La Courtine w latach 1962–2008